# Liste der Geotope im Landkreis Friesland
Die Liste der Geotope im Landkreis Friesland nennt die Geotope im Landkreis Friesland in Niedersachsen. Einige dieser Geotope stehen zugleich als Naturdenkmal (ND), Landschaftsschutzgebiet (LSG), Naturschutzgebiet (NSG) oder Teil von diesen unter Schutz.
| Geotop-Nr. | Bezeichnung                  | Ort                                                                    | Bemerkung | Koordinaten                     | Bild |
| ---------- | ---------------------------- | ---------------------------------------------------------------------- | --- | ------------------------------- | ---- |
| 2514/01    | alte Deichlinie              | westlich, südwestlich Cäciliengroden, Sande.                           | Geotoptyp: Deichlinie. Stratigraphie: Quartär-Küstenholozän. | 53° 28′ 44,4″ N, 8° 2′ 6″ O     |      |
| 2613/03    | Findlinge                    | Bockhorn. 1,9 km S Ziegelei, 30 m N Straßenbogen, von Straße zu sehen. | Geotoptyp: Findling. 2 Steine stecken im Boden. Länge 1,5 m, Breite 0,8 m, Höhe 0,4 m. Stratigraphie: Quartär-Pleistozän, Saale-Kaltzeit. Petrographie: a) Granit; runde Kanten b) Granit; runde Kanten, z. T. reine Quarznester, viel Biotit, grau. Naturdenkmal ND-FRI 13. | 53° 20′ 56,8″ N, 7° 59′ 48,5″ O |      |
| 2613/06    | Spolsener (Neuenburger) Moor | km SW Neuenburg, Zetel.                                                | Geotoptyp: Hochmoor. Form dreieckig. Fläche 245,0 ha. Stratigraphie: Quartär-Holozän. Teil des Naturschutzgebiets „Stapeler Moor und Umgebung“. | 53° 21′ 39,6″ N, 7° 53′ 13,2″ O |      |